# 柿田町
柿田町（かきたちょう）は愛知県岡崎市の町名。丁番を持たない単独町名である。

## 地理
岡崎市の西部に位置する。町内には番地が設定されている。

### 河川
- 伊賀川

### 番地
- 1～7

## 世帯数と人口
2019年（令和元年）5月1日現在の世帯数と人口は以下の通りである。
| 町丁   | 世帯数  | 人口  |
| ------ | ------- | ----- |
| 柿田町 | 176世帯 | 325人 |

### 人口の変遷
国勢調査による人口の推移
| 1995年（平成7年）  | 301人 | [ 8 ]  |  |
| 2000年（平成12年） | 275人 | [ 9 ]  |  |
| 2005年（平成17年） | 281人 | [ 10 ] |  |
| 2010年（平成22年） | 301人 | [ 11 ] |  |
| 2015年（平成27年） | 270人 | [ 12 ] |  |

## 小・中学校の学区
市立小・中学校に通う場合、学区は以下の通りとなる。
| 番・番地等 | 小学校             | 中学校             |
| ---------- | ------------------ | ------------------ |
| 全域       | 岡崎市立広幡小学校 | 岡崎市立城北中学校 |

## 歴史

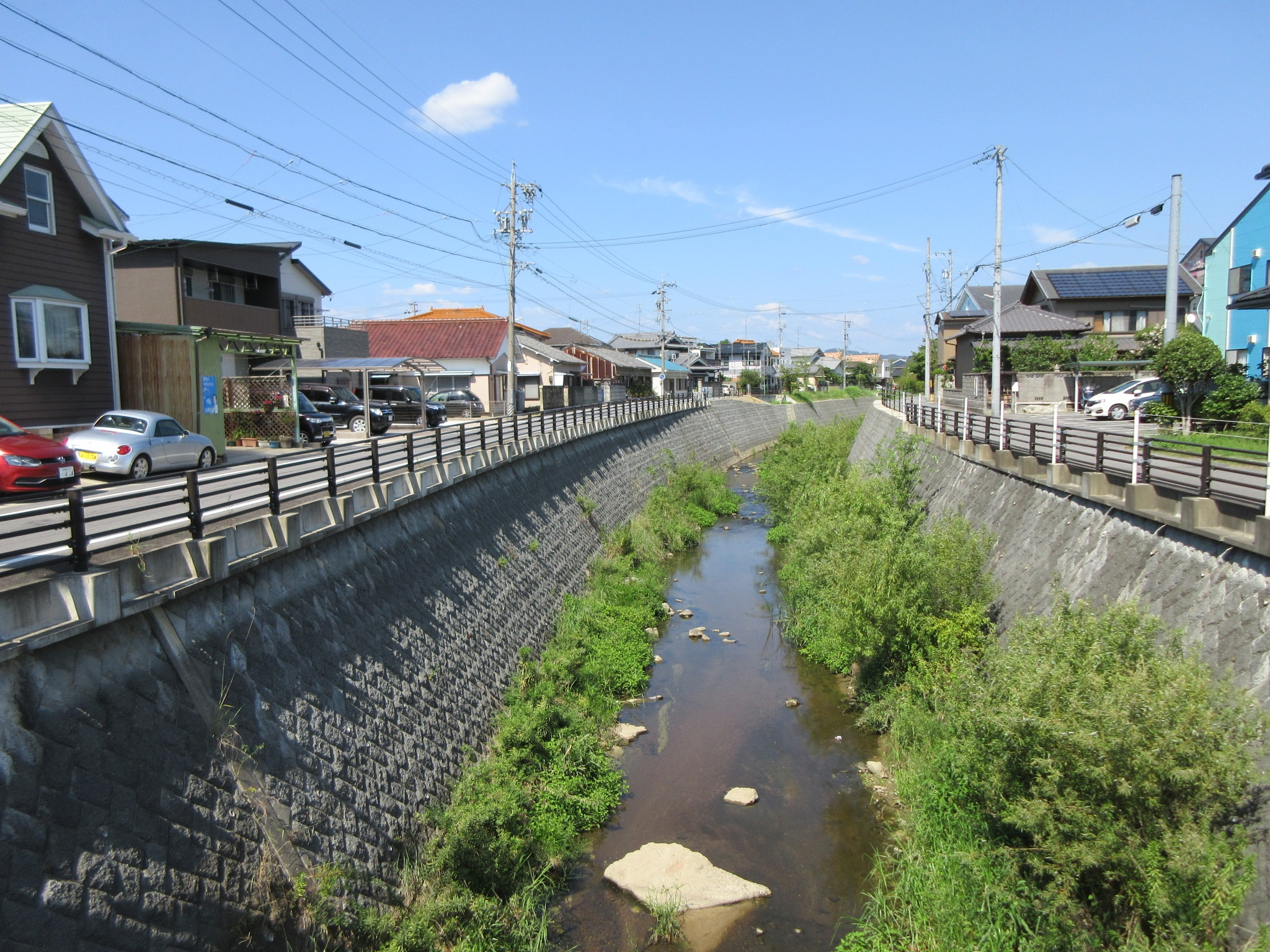
平成20年8月末豪雨の後、伊賀川では堤外家屋の移転と撤去、河川の断面拡大と護岸工事などが行われた（写真左側が柿田町）。

額田郡日名村の一部を前身とする。

### 沿革
- 1976年（昭和51年）3月25日 - 岡崎都市計画中岡崎土地区画整理事業により、元能見町及び伊賀町の一部が独立し、柿田町となった[3]。

## 交通
- 国道248号

## 施設
- 木曽路 岡崎店
- ネッツトヨタ 愛知岡崎店

## その他

### 日本郵便
- 郵便番号 : 444-0065[6]（集配局：岡崎郵便局[15]）。

## 参考資料
- 「角川日本地名大辞典」編纂委員会 編『角川日本地名大辞典 23 愛知県』角川書店、1989年3月8日。ISBN 4-04-001230-5。
- 有限会社平凡社地方資料センター 編『日本歴史地名体系第23巻 愛知県の地名』平凡社、1981年。ISBN 4-582-49023-9。